# Autorretrato com Gorjeira (Rembrandt)

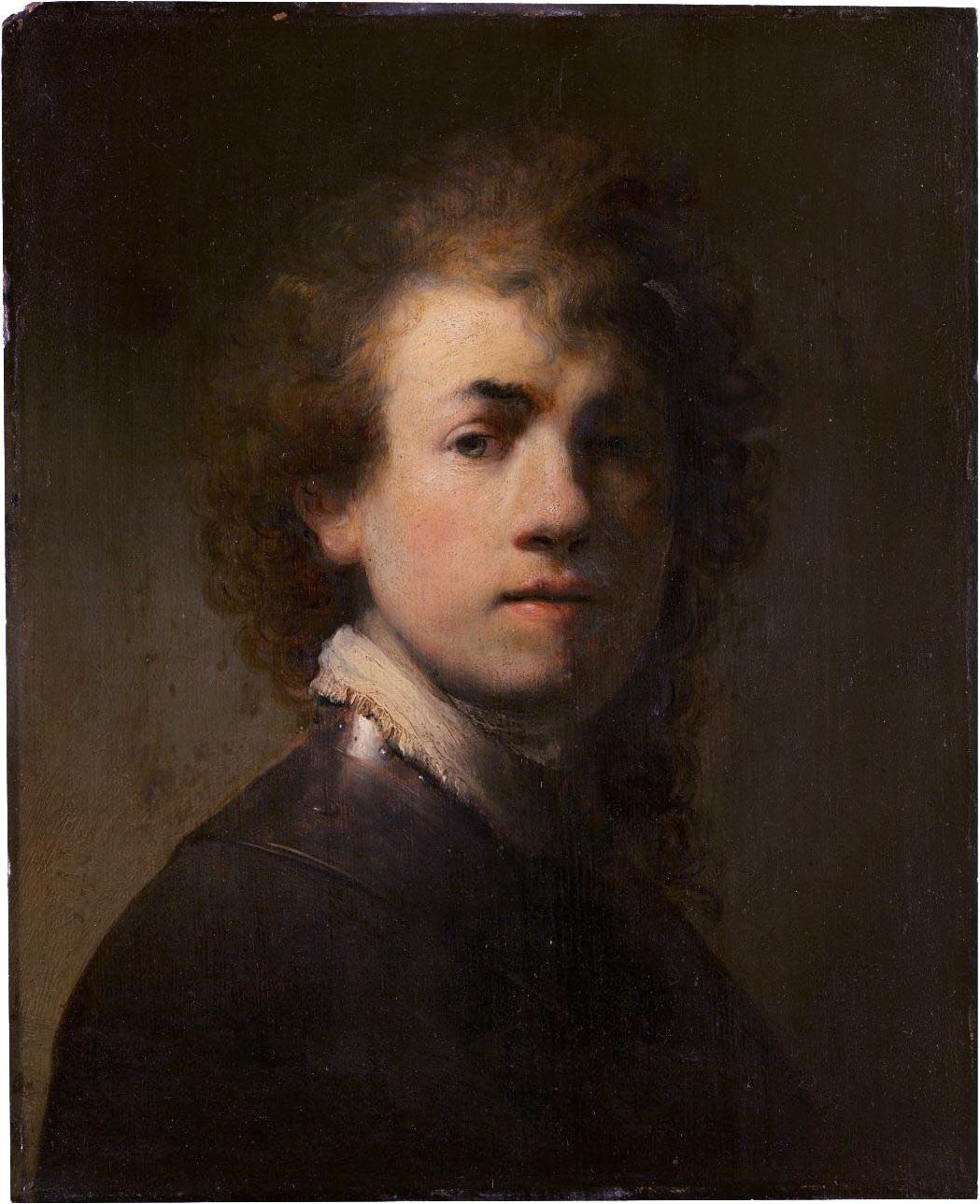
Rembrandt - Autorretrato com Gorjeira

Autorretrato com Gorjeira é uma pintura a óleo sobre painel de carvalho do pintor holandês Rembrandt. A obra, pintada por volta de 1629, foi executada em formato de retrato. Anteriormente, Rembrandt havia repetidamente colocado seu retrato como uma figura menor em pinturas de representações bíblicas ou históricas, e havia pintado vários autorretratos. Este uma das obras representativas de sua prolífica autorretratística.
O autorretrato pertence à cidade de Nuremberga e está em empréstimo permanente ao Germanisches Nationalmuseum. Até 1998, foi considerado uma cópia do original mantido no Mauritshuis em Haia. Embora existam outras cópias desta pintura, a versão do Germanisches Nationalmuseum foi identificada como a original na virada do século XXI.

## Descrição
A pintura mostra o jovem Rembrandt em busto, três quartos à direita, com a cabeça virada e olhando para o espectador. Rembrandt tem uma tez levemente rosada e usa cachos marrons de comprimento médio que caem ligeiramente em sua testa. No lado esquerdo da cabeça, ele usa uma cadenette, ou fivela do amor, que fica pendurada sobre seu ombro. A roupa parece ser um gibão escuro, sobre o qual ele usa uma gorjeira de ferro e um lenço branco.